# Józef Baryła

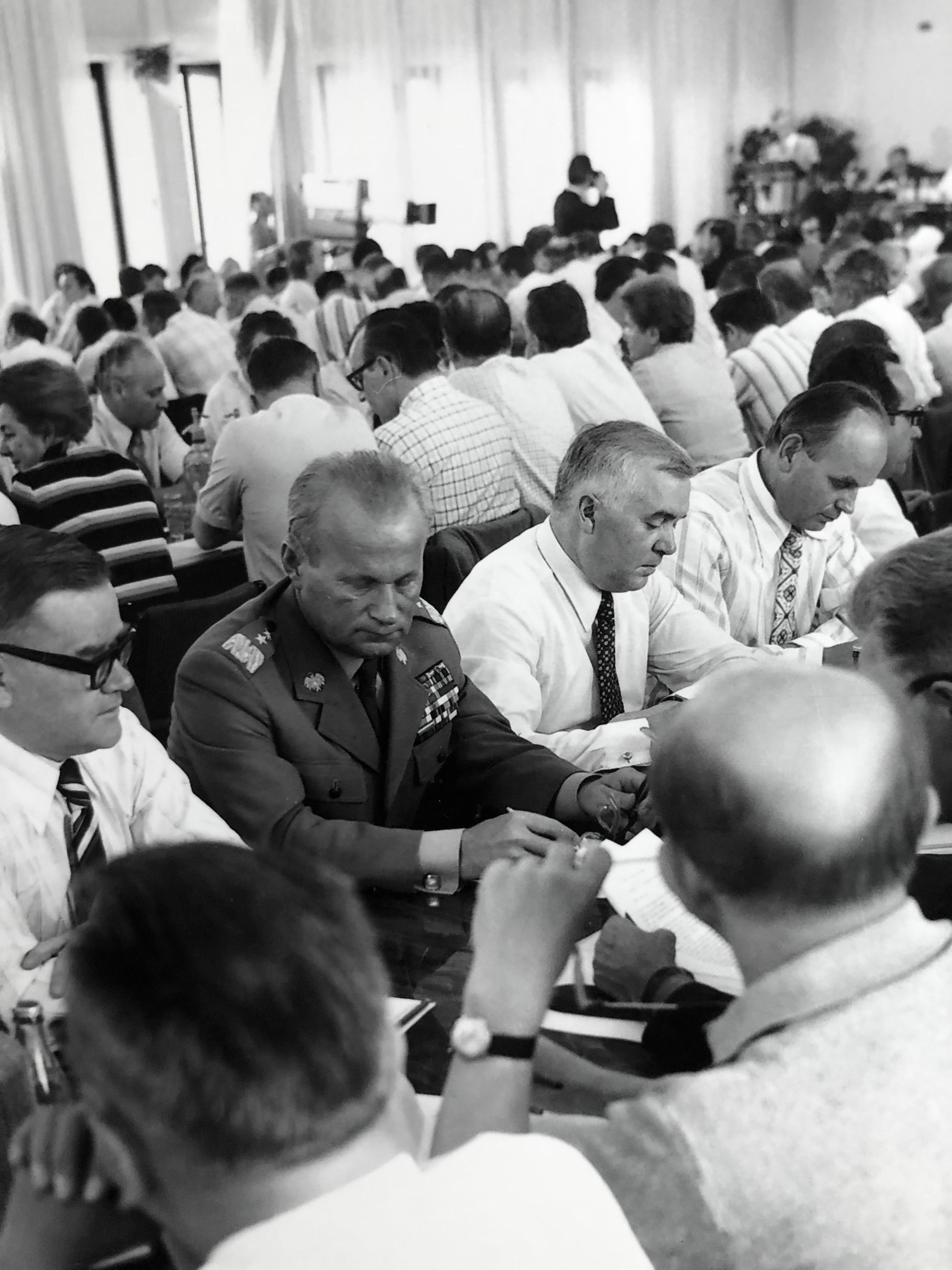
Posiedzenie plenarne Komitetu Centralnego PZPR, Warszawa 1975, od lewej: wiceminister do spraw kombatantów Stanisław Kujda, I zastępca szefa GZP WP gen. Józef Baryła, minister do spraw kombatantów gen. Mieczysław Grudzień, Prokurator Generalny PRL gen. Lucjan Czubiński

Józef Baryła (ur. 21 listopada 1924 w Zawierciu, zm. 4 sierpnia 2016 w Warszawie) – generał broni Wojska Polskiego, doktor nauk humanistycznych (1964), szef Głównego Zarządu Politycznego WP (1980–1986), wiceminister obrony narodowej (1980–1986), członek Wojskowej Rady Ocalenia Narodowego (1981–1983), działacz partyjny i państwowy, członek Komitetu Centralnego PZPR (1980–1981 i 1985–1990), sekretarz KC PZPR (1985–1988), członek Biura Politycznego KC PZPR (1986–1988), przewodniczący Komisji Prawa i Praworządności KC PZPR (1985–1986), członek prezydium Rady Naczelnej ZBoWiD (1985–1990), ambasador w Syrii i Jordanii (1988–1990). Poseł na Sejm PRL IX kadencji (1985–1989). Uhonorowany wieloma odznaczeniami, w tym Orderem Budowniczych Polski Ludowej i Orderem Odrodzenia Polski II, III i IV klasy.

## Życiorys
Syn Antoniny z Burzyńskich i Edwarda. W czasie II wojny światowej pracował jako robotnik w Hucie Szkła w Zawierciu. Do ludowego Wojska Polskiego wstąpił ochotniczo w maju 1945. Został wcielony do 21 Zapasowego Pułku Artylerii. W latach 1945–1947 brał czynny udział w walkach z oddziałami Ukraińskiej Powstańczej Armii. Ukończył Oficerską Szkołę Artylerii w Toruniu (25 maja 1947).
Od 1947 był dowódcą plutonu w 23 Pułku Artylerii Lekkiej w Bielsku-Białej. W 1949 przeszedł do struktur aparatu partyjno-politycznego wojska. Początkowo był kierownikiem sekcji polityczno-wychowawczej w 40 Pułku Artylerii Lekkiej w Jarosławiu. W 1949 przeszedł na stanowisko inspektora Zarządu Politycznego Dowództwa Okręgu Wojskowego nr V w Krakowie. Od 1950 studiował w Wojskowej Akademii Politycznej im. Feliksa Dzierżyńskiego w Warszawie, którą ukończył z pierwszą lokatą w 1953 (w 1956 uzyskał stopień magistra pedagogiki). W latach 1953–1955 był zastępcą komendanta do spraw politycznych Oficerskiej Szkoły Samochodowej w Pile. W latach 1955–1960 zastępca ds. politycznych dowódcy 8 Dywizji Artylerii Przełamania w Bemowie Piskim. W latach 1960–1968 – zastępca szefa Zarządu Propagandy i Agitacji Głównego Zarządu Politycznego WP.
W 1964, studiując zaocznie, obronił pracę doktorską w Wojskowej Akademii Politycznej im. Feliksa Dzierżyńskiego. W kolejnych latach ukończył kurs Operacyjno-Strategiczny Wojskowej Akademii Sztabu Generalnego Sił Zbrojnych ZSRR w Moskwie (1973) oraz Centralny Kurs Kadry Kierowniczej przy Komitecie Centralnym PZPR (1977).
W latach 1968–1969 pełnił funkcję szefa Zarządu Propagandy i Agitacji GZP WP. Od 11 stycznia 1969 do 7 lipca 1972 był zastępcą dowódcy Pomorskiego Okręgu Wojskowego ds. politycznych. Będąc na tym stanowisku, 6 października 1970 został awansowany uchwałą Rady Państwa PRL na  stopień generała brygady. Nominację wręczył 10 października 1970 w Belwederze przewodniczący Rady Państwa PRL marszałek Polski Marian Spychalski.
W lipcu 1972 objął stanowisko I zastępcy szefa Głównego Zarządu Politycznego WP. 1 października 1974 awansowany uchwałą Rady Państwa PRL na stopień generała dywizji. Nominację wręczył w Belwederze przewodniczący Rady Państwa PRL prof. Henryk Jabłoński.
7 maja 1980 mianowany (w miejsce odwołanego gen. Włodzimierza Sawczuka) szefem Głównego Zarządu Politycznego WP, a 11 października 1980 wiceministrem obrony narodowej. W latach 1981–1983 był członkiem Wojskowej Rady Ocalenia Narodowego. 24 września 1983 awansowany uchwałą Rady Państwa PRL do stopnia generała broni. Nominacje wręczył 10 października 1983 w Belwederze przewodniczący Rady Państwa PRL prof. Henryk Jabłoński. Odpowiadał za propagandę wojskową w okresie stanu wojennego (1981–1983).
Jako szef Głównego Zarządu Politycznego ustalał kierunki pracy partyjno-politycznej w siłach zbrojnych, wydawał zarządzenia, wytyczne i instrukcje normujące działalność instancji i organizacji partyjnych w wojsku. Jego zastępcami i bliskimi współpracownikami byli generałowie: Henryk Koczara, Tadeusz Szaciłło, Albin Żyto, Władysław Honkisz, Tadeusz Kojder i Mieczysław Włodarski.
Równolegle z karierą wojskową piastował szereg funkcji partyjnych: członek PPR od 1946, PZPR od 1948. Wielokrotnie był członkiem instancji partyjnych na różnych szczeblach. W latach 1956–1958 członek egzekutywy PZPR w Piszu. W 1960 był członkiem egzekutywy PZPR w Giżycku. W 1969 został członkiem plenum Komitetu Wojewódzkiego PZPR w Bydgoszczy. Od VI Zjazdu PZPR (1971) wchodził w skład centralnych władz partyjnych: w latach 1971–1975 – członek Centralnej Komisji Kontroli Partyjnej PZPR, w latach 1975–1980 – zastępca członka KC PZPR, w latach 1980–1981 – członek KC PZPR. Od 1977 wchodził w skład Rady Redakcyjnej „Życia Partii”. W 1981 był członkiem tzw. Komisji Grabskiego powołanej przez Komitet Centralny PZPR w celu ustalenia odpowiedzialności osobistej członków ekipy Edwarda Gierka. Na IX Nadzwyczajnym Zjeździe PZPR (lipiec 1981) nie został wybrany w skład Komitetu Centralnego PZPR. W latach 1981–1983 był członkiem Komisji KC PZPR powołanej dla wyjaśnienia przyczyn i przebiegu konfliktów społecznych w dziejach Polski Ludowej. 16 lipca 1982 na wniosek I sekretarza KC PZPR gen. armii Wojciecha Jaruzelskiego dokooptowany w skład Komitetu Centralnego został ponownie zastępcą członka KC PZPR, od 14 maja 1985 ponownie członkiem KC PZPR. 

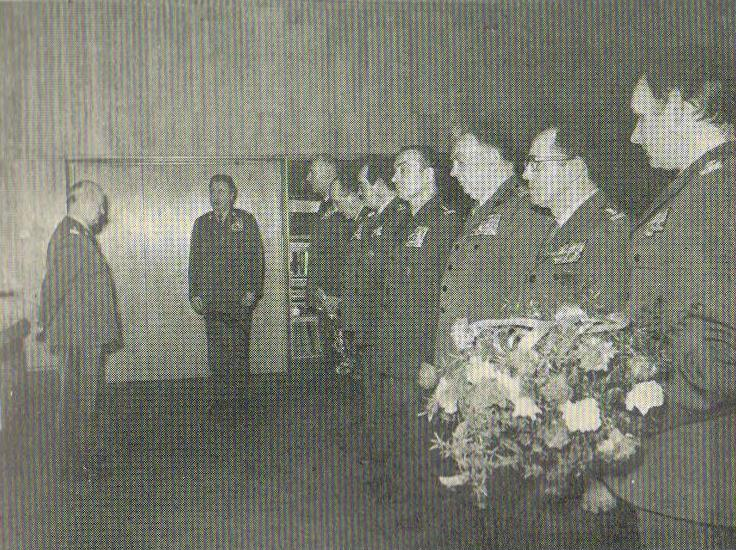
60-lecie urodzin gen. broni dr Józefa Baryły – życzenia od podwładnych z aparatu politycznego WP; przemawia gen. Tadeusz Szaciłło, obok stoją (od lewej): gen. dyw. Władysław Polański – komendant WAP, gen. bryg. Albin Żyto – zastępca szefa GZP WP, gen. bryg. Henryk Kondas – zastępca dowódcy POW ds. politycznych, płk Stefan Rutkowski – przewodniczący Komisji Kontroli Partyjnej WP, płk Leon Morawski – szef Zarządu Wydawnictw, Drukarń i Zaopatrzenia GZP WP; Warszawa 21 listopada 1984

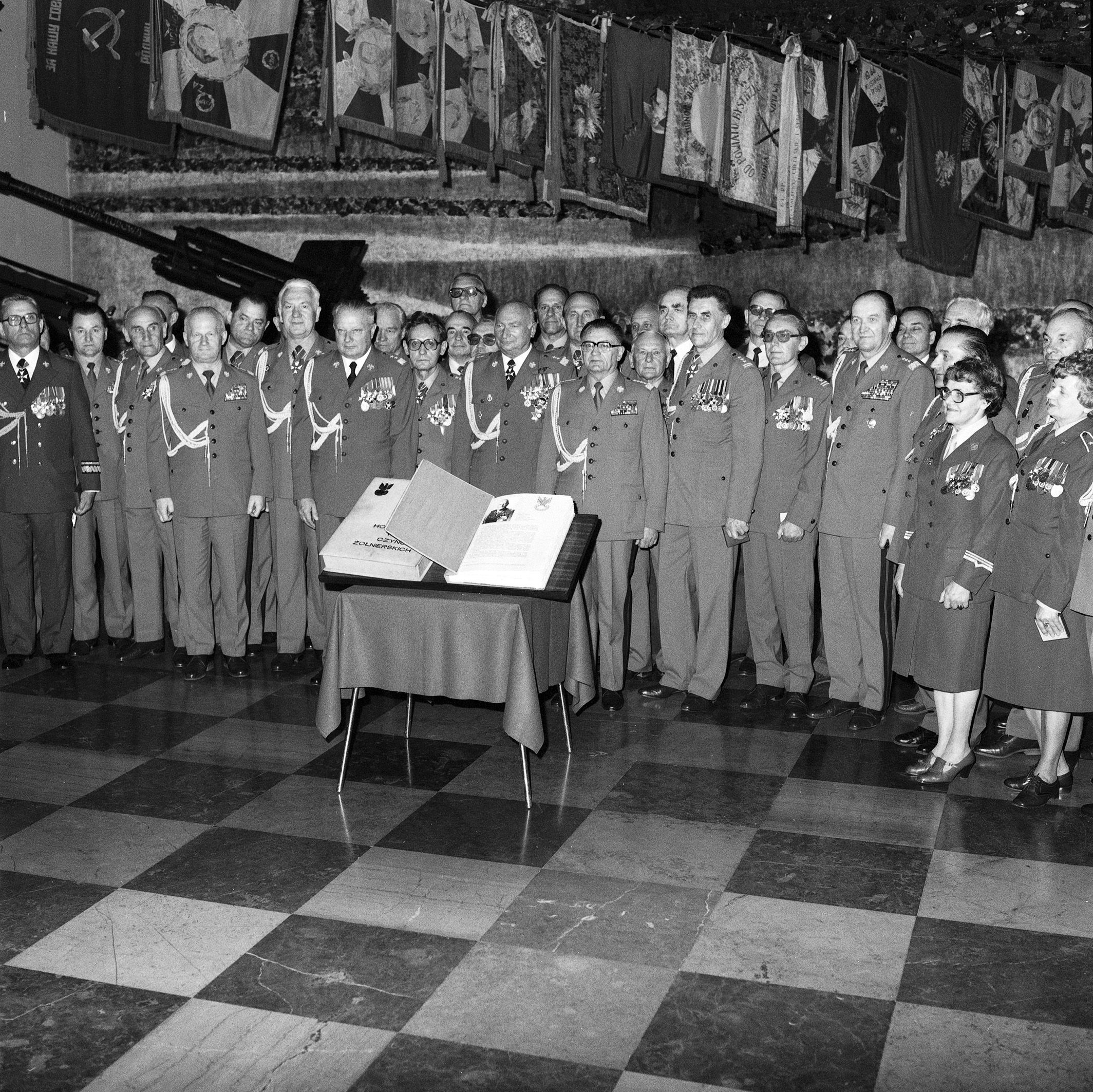
Spotkanie kierownictwa MON ze wszystkimi generałami, oficerami i żołnierzami WP wpisanymi do Honorowej Księgi Czynów Żołnierskich od czasu jej ustanowienia z okazji 40-lecia Zwycięstwa. Od lewej: kontradmirał Aleksy Parol, gen. broni Józef Użycki, gen. bryg. Marian Pasternak, gen. broni Józef Baryła, gen. bryg. Henryk Kondas, gen. bryg. Władysław Jura, gen. dyw. Wiesław Wojciechowski, NN, gen. dyw. pil. Roman Paszkowski, gen. armii Florian Siwicki, płk Henryk Gradzik, płk Roman Leś, płk Tadeusz Bieniasz, NN, gen. broni Mieczysław Obiedziński, płk Stefan Rutkowski, płk prof. Stanisław Barański i inni. Sala Zwycięstwa Muzeum Wojska Polskiego, 9 maja 1985

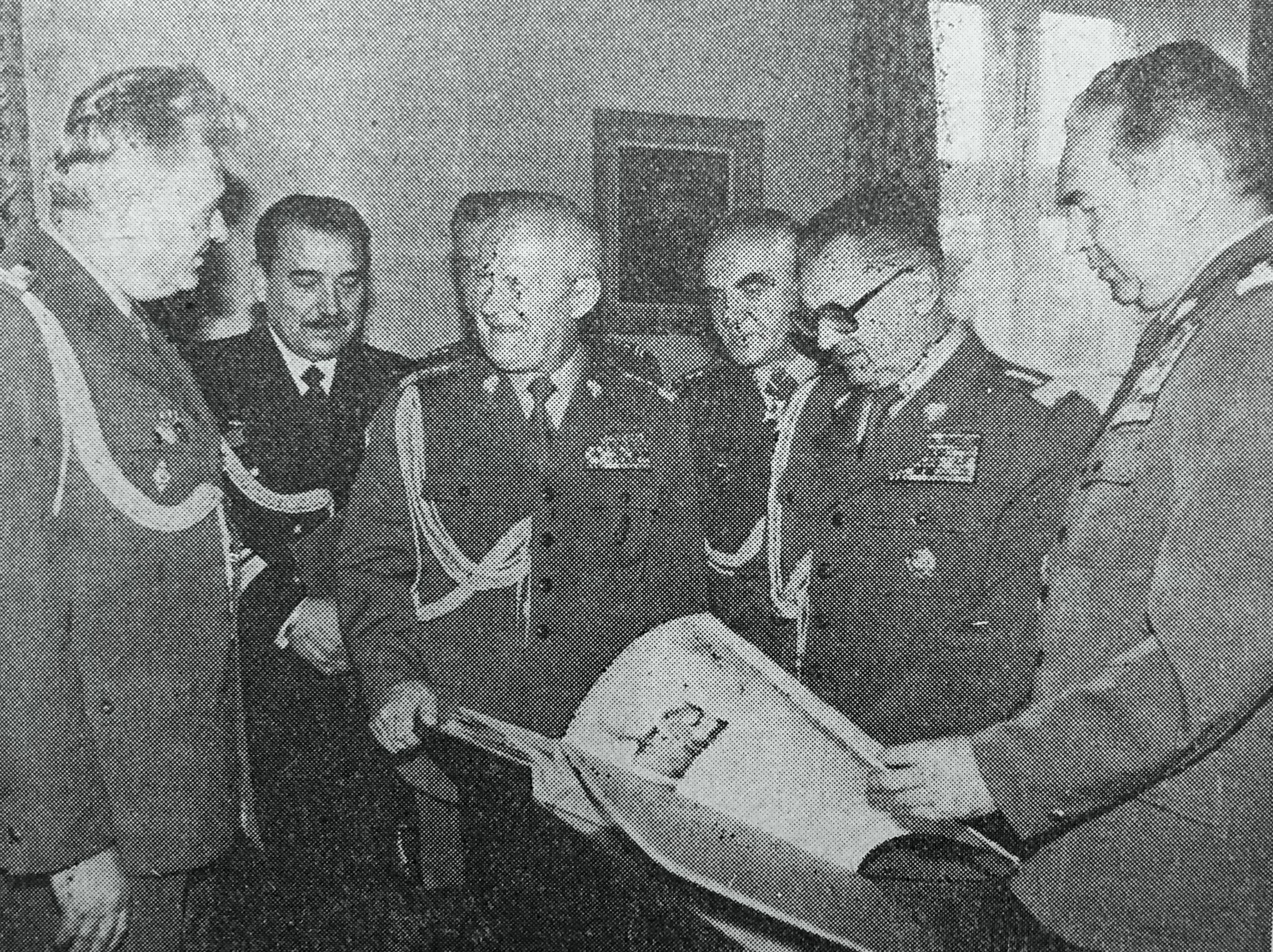
Uroczytość wpisu do Honorowej Księgi Czynów Żołnierskich w październiku 1985, od prawej w pierwszym rzędzie gen. dyw. Tadeusz Szaciłło, gen. armii Florian Siwicki, gen. broni Józef Baryła i płk Marian Anysz

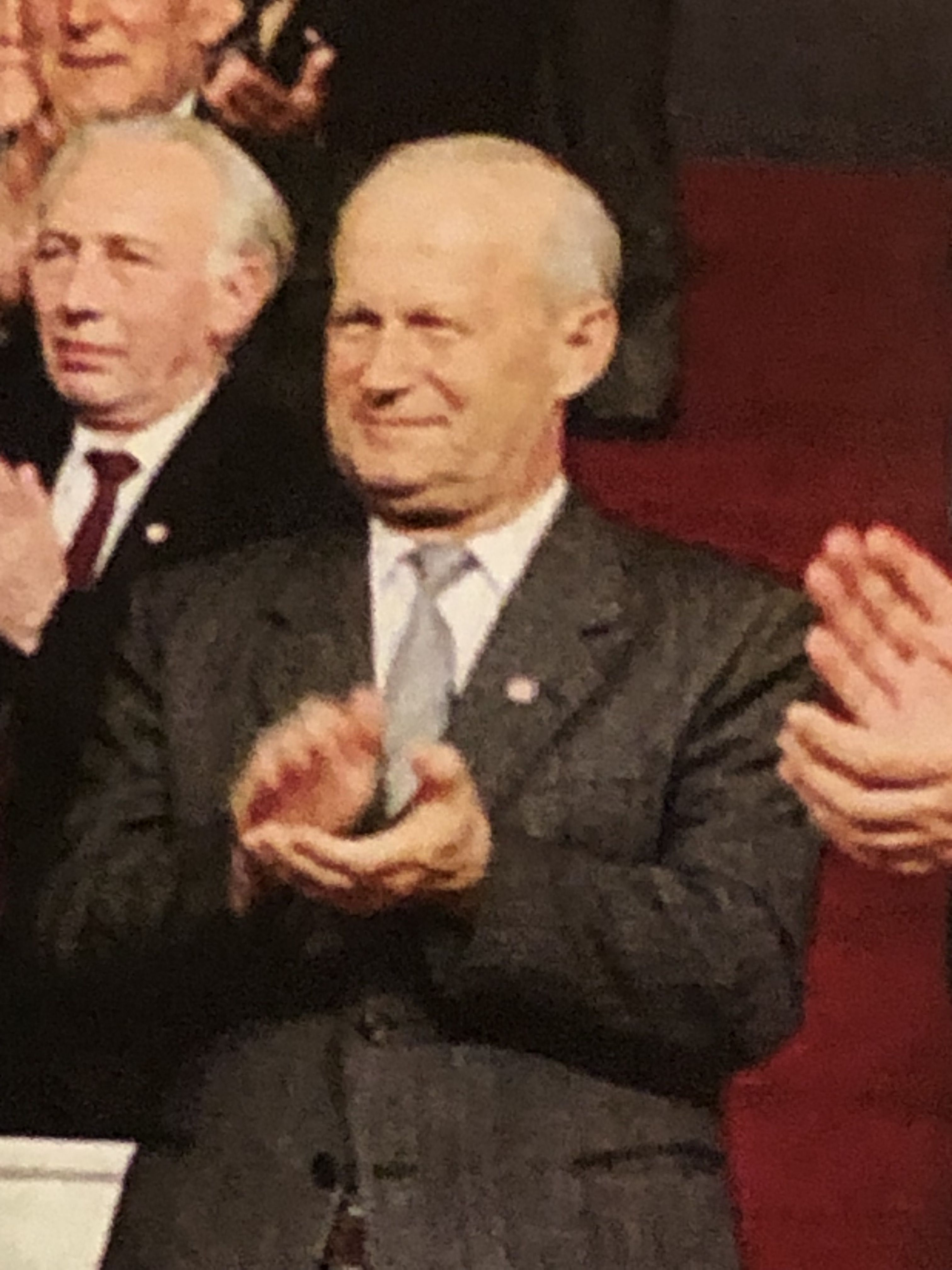
Józef Baryła w prezydium X Zjazdu PZPR, lipiec 1986

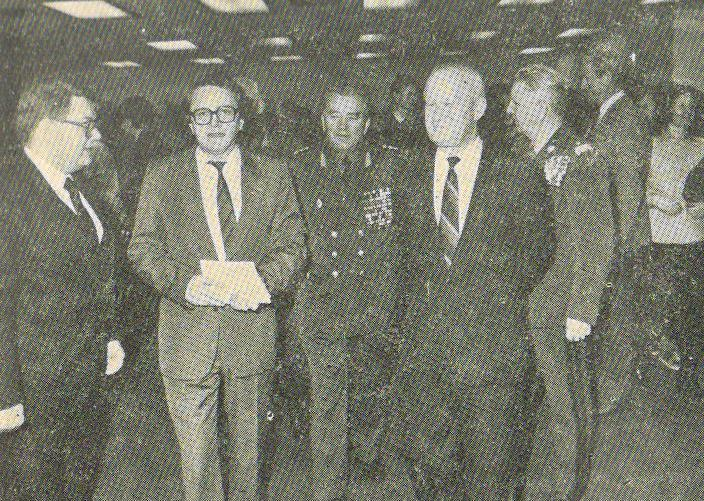
Gen. broni dr Józef Baryła (pierwszy z prawej na pierwszym planie) na konferencji naukowej z okazji 90. rocznicy urodzin Marszałka Polski i Związku Radzieckiego Konstantego Rokossowskiego; grudzień 1986.

21 grudnia 1985 wybrany na sekretarza KC PZPR. W związku z tym faktem 4 stycznia 1986 został urlopowany z wojska i przestał być szefem GZP WP. Od tego momentu wchodził w skład ścisłych władz partyjnych. Jako sekretarz KC nadzorował pion organizacyjny KC oraz MON i MSW. W latach 1985–1986 – przewodniczący Komisji Prawa i Praworządności KC PZPR. Na X Zjeździe PZPR (3 lipca 1986) wybrany na członka Biura Politycznego KC PZPR. Od lipca 1986 do marca 1989 przewodniczący Komisji ds. Wewnątrzpartyjnych oraz Działalności Partii w Organach Przedstawicielskich i Administracji Państwowej KC PZPR oraz przewodniczący Rady Redakcyjnej „Życia Partii”. Stał także na czele Zespołu Komitetu Obrony Kraju ds. Patriotyczno-Obronnego Wychowania Społeczeństwa ze Szczególnym Uwzględnieniem Młodzieży.
Ponadto w latach 1985–1989 był posłem na Sejm PRL IX kadencji z okręgu Bydgoszcz, członkiem prezydium Klubu Poselskiego PZPR oraz członkiem Sejmowej Komisji Edukacji Narodowej. Był długoletnim zastępcą przewodniczącego, a w latach 1984–1989 przewodniczącym Komitetu Redakcyjnego kwartalnika „Wojskowy Przegląd Historyczny”. W latach 1985–1990 – członek Prezydium Rady Naczelnej ZBoWiD. W latach 1983–1989 był członkiem prezydium Krajowej Rady Towarzystwa Przyjaźni Polsko-Radzieckiej, a w latach 1983–1988 zastępcą przewodniczącego Rady Obywatelskiej Budowy Pomnika Szpitala Centrum Zdrowia Matki Polki.
14 czerwca 1988 odwołany z funkcji sekretarza KC PZPR. W dniach 20–21 grudnia 1988, na I części X Plenum KC PZPR, gen. Wojciech Jaruzelski przeprowadził głęboką rekonstrukcję kierownictwa PZPR. Z Biura Politycznego KC odeszło sześciu z piętnastu członków: Józef Baryła oraz Jan Główczyk, Tadeusz Porębski, Zbigniew Messner, Zygmunt Murański i Zofia Stępień (po ich odejściu awansowali w strukturach PZPR m.in. Stanisław Ciosek, Leszek Miller i Zygmunt Czarzasty), co umożliwiło podczas II części tego Plenum, która odbyła się w styczniu 1989, podjęcie decyzji o rozpoczęciu rozmów z „Solidarnością”, które zakończyły się likwidacją PZPR-owskiego systemu władzy w PRL.
28 listopada 1988 wszedł w skład Honorowego Komitetu Obchodów 40-lecia Kongresu Zjednoczeniowego PPR-PPS – powstania PZPR, któremu przewodniczył I sekretarz KC PZPR.
Od 17 listopada 1988 do 30 września 1990 Józef Baryła pełnił funkcję ambasadora PRL i RP w Syrii, a od 15 grudnia 1988 do 30 września 1990 także w Haszemidzkim Królestwie Jordanii. Listy uwierzytelniające w Syrii złożył 26 stycznia 1989, a w Jordanii 8 czerwca 1989. Po powrocie do kraju we wrześniu 1990 przebywał w dyspozycji MON. Od 3 lipca 1991 w stanie spoczynku. Z okazji zakończenia zawodowej służby wojskowej został pożegnany przez ministra obrony narodowej wiceadmirała Piotra Kołodziejczyka.
Był członkiem Klubu Generałów Wojska Polskiego. Zmarł w Warszawie, został pochowany na cmentarzu ewangelicko-reformowanym w Warszawie (kwatera H-1-3). Informacja o śmierci nie została podana do publicznej wiadomości.

## Życie prywatne
Od 1948 żonaty z Martą z domu Tomiczek. Małżeństwo miało córkę.

## Publikacje
Książki i opracowania
- Charakter stosunków międzyludzkich i ich społeczne uwarunkowanie w armiach kapitalistycznych i socjalistycznych, Wydawnictwo MON, Warszawa 1966, materiały nr 5 do szkolenia politycznego;
- Charakterystyka współczesnej cywilizacji i kierunki jej rozwoju, 	Materiały do Szkolenia Politycznego Generałów i Oficerów, Wydawnictwo Ministerstwa Obrony Narodowej, Warszawa 1967;
- W marksizmie-leninizmie nasza siła, Wydawnictwo Ministerstwa Obrony Narodowej, Warszawa 1984;
- Zainteresowania kadry oficerskiej w świetle współczesnej cywilizacji, Warszawa 1965;
- Zawsze tam skąd Ojczyzny wołanie dobiega, Biblioteczka Wojska Ludowego, Warszawa 1983.

Artykuły
- Bieżące i perspektywiczne kierunki pracy ideowo-wychowawczej (w) „Wojsko Ludowe”, 1983, nr 1
- Budżet wolnego czasu kadry oficerskiej tzw. leśnego garnizonu i sposób jego spożytkowania (w) Zeszyty Naukowe WAP, 1961, nr 5
- Być członkiem partii – znaczy być w centrum życia (w) „Wojsko Ludowe”, 1984, nr 5 (408)
- Czas ocalenia, czas odrodzenia (w) „Żołnierz Wolności”, 1982, nr 193
- Czas porozumienia, czas walki (w) „Żołnierz Wolności”, 1983, nr 33
- Czas nadziei, czas tworzenia (w) „Żołnierz Wolności”, 1983 nr 200
- Jubileusz znaczony walką, pracą i służbą (w) „Wojsko Ludowe”, 1984, nr 8 (411), ss. 11–15
- Linia skuteczności i konsekwencji (w) „Nowe Drogi”, 1987, nr 2, ss. 18–28
- Literatura w służbie obronności kraju (w) F. Kulej, J. Lewicki, Wojsko w literaturze, Wydawnictwo MON, Warszawa 1984, ss. 224–232
- Partia w wojsku – zawsze na wysokości zadania (w) „Wojsko Ludowe”, 1985, nr 5
- Polska myśl niepodległościowa i rewolucyjna 1794–1918 (w) „Wojskowy Przegląd Historyczny”, 1988, nr 3, ss. 3–16
- Socjalizmu będziemy bronić tak jak niepodległości (w) „Wojsko Ludowe”, 1981, nr 8
- Sprawie partii i narodu żołnierze oddani są całym sercem /w/ „Wojsko Ludowe”, 1981, nr 1
- W służbie partii i narodu (w) „Życie Partii” 1977, nr 10 ss. 17—19
- Wciąż lepiej służyć socjalistycznej ojczyźnie (w) „Wojsko Ludowe”, 1976, nr 8, ss. 4–13
- Wyższa jakość działalności kulturalnej – ważnym zadaniem ZSM w Siłach Zbrojnych PRL (w) „Kultura i oświata w WP”, 1977 nr 1, ss. 8–15
- Znaczenie historii w patriotycznym wychowaniu młodzieży (w) „Wojskowy Przegląd Historyczny”, 1983, nr 2–3, s. 12
- Związki i zależności między polityką a wychowaniem (w) Z. Misztal,Rada Ministerstwa Obrony Narodowej do Spraw Nauk Społecznych, Polskie Towarzystwo Nauk Politycznych, Wojskowa Akademia Polityczna im. Feliksa Dzierżyńskiego, Polityka i Wychowanie, Wydawnictwo MON, Warszawa 1986, s. 7

## Ordery i odznaczenia
- Krzyż Komandorski z Gwiazdą Orderu Odrodzenia Polski (1980)
- Krzyż Komandorski Orderu Odrodzenia Polski (1968)
- Krzyż Oficerski Orderu Odrodzenia Polski (1963)
- Order Budowniczych Polski Ludowej (1984) – z okazji 40-lecia PRL
- Order Sztandaru Pracy I klasy (1973)[9]
- Złoty Krzyż Zasługi (1957)
- Medal „Za udział w walkach w obronie władzy ludowej”
- Medal 10-lecia Polski Ludowej (1954)
- Medal 30-lecia Polski Ludowej (1974)
- Medal 40-lecia Polski Ludowej (1984)
- Złoty Medal „Siły Zbrojne w Służbie Ojczyzny”
- Srebrny Medal „Siły Zbrojne w Służbie Ojczyzny”
- Brązowy Medal „Siły Zbrojne w Służbie Ojczyzny”
- Złoty Medal „Za zasługi dla obronności kraju”
- Srebrny medal „Za Zasługi dla Obronności Kraju”
- Brązowy medal „Za Zasługi dla Obronności Kraju”
- Medal Komisji Edukacji Narodowej (1974)[10]
- Złota Odznaka „Za zasługi w ochronie porządku publicznego”
- Srebrna Odznaka „Za Zasługi w Ochronie Porządku Publicznego”
- Brązowa Odznaka „Za Zasługi w Ochronie Porządku Publicznego”
- Złota Odznaka „Za zasługi w obronie granic PRL”
- Złoty Medal „Za Zasługi dla Ligi Obrony Kraju”
- Złota Odznaka „Za Zasługi dla Obrony Cywilnej”
- Medal im. Ludwika Waryńskiego (1988)[11]
- Złote Odznaczenie im. Janka Krasickiego
- Odznaka 1000-lecia Państwa Polskiego
- Odznaka „Za Zasługi dla Związku Bojowników o Wolność i Demokrację”
- Medal „Za zasługi dla Pomorskiego Okręgu Wojskowego” (1970)[12]
- Medal pamiątkowy „Za zasługi dla Warszawskiego Okręgu Wojskowego”
- Złota Odznaka Kół Młodzieży Wojskowej
- Złota Odznaka Honorowa Towarzystwa Przyjaźni Polsko-Radzieckiej
- Odznaka „Zasłużony Działacz SZMW”
- Medal za zasługi dla Związku Zawodowego Pracowników Kultury i Sztuki (1979)[13]
- Medal pamiątkowy „40-lecia PZPR” (1988)[14]
- Medal „100 lat ruchu robotniczego w Polsce” (1982)[15]
- Złota odznaka honorowa „Za Zasługi dla Warszawy” (1977)[16]
- Honorowa Odznaka Miasta Łodzi (1983)[17]
- Medal „Za długoletnią, ofiarną służbę” (nadany przez ministra obrony narodowej, 1991)
- Order Przyjaźni Narodów (1973, Związek Radziecki)
- Order Czerwonej Gwiazdy (1984, Związek Radziecki)
- Medal „Za umacnianie braterstwa broni” (1980, Związek Radziecki)
- Medal jubileuszowy „Dwudziestolecia zwycięstwa w Wielkiej Wojnie Ojczyźnianej 1941–1945” (1972, Związek Radziecki)
- Medal jubileuszowy „Trzydziestolecia zwycięstwa w Wielkiej Wojnie Ojczyźnianej 1941–1945” (1975, Związek Radziecki)
- Medal jubileuszowy „Czterdziestolecia zwycięstwa w Wielkiej Wojnie Ojczyźnianej 1941–1945” (1985, Związek Radziecki)
- Medal jubileuszowy „60 lat Sił Zbrojnych ZSRR” (1978, Związek Radziecki)
- Medal jubileuszowy „70 lat Sił Zbrojnych ZSRR” (1988, Związek Radziecki)
- Medal „Za umacnianie braterstwa broni” (1980, Bułgaria)
- Medal „30 lat Bułgarskiej Armii Ludowej” (1974, Bułgaria)
- Order Czerwonej Gwiazdy (1985, Czechosłowacja, order wręczał prezydent Czechosłowacji Gustáv Husák)[18]
- Medal Za Umacnianie Przyjaźni Sił Zbrojnych I stopnia (1980, Czechosłowacja)[19]
- Medal „40 lat Wyzwolenia Czechosłowacji przez Armię Radziecką” (1985, Czechosłowacja)
- Medal „Braterstwa Broni” Republiki Kuby (1983, Kuba)
- Złoty Order Zasługi dla Ojczyzny (1984, Niemcy Wschodnie)
- Medal jubileuszowy „30 lat Narodowej Armii Ludowej” (Niemcy Wschodnie, 1986)[20]
- Złoty Medal Braterstwa Broni (Niemcy Wschodnie)
- Złoty medal „Virtutea Ostaseasca” (1971, Rumunia)
- Złoty Medal Braterstwa Broni (1980, Węgry)
- Order Zasługi Wojskowej I klasy (1985, Wietnam)[21]
- Medal Przyjaźni (Wietnam)
- inne medale i odznaczenia jubileuszowe i pamiątkowe państw socjalistycznych, organizacyjne i regionalne